# Pluto Kuiper Express

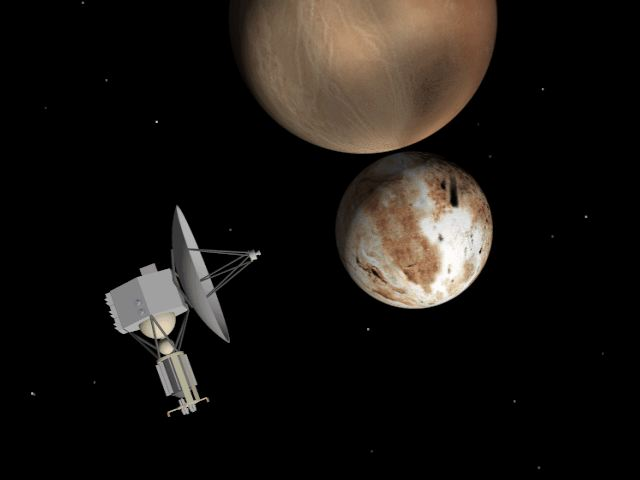
Pluto Kuiper Express

La Pluto Kuiper Express, inicialment anomenada Pluto Fast Flyby, fou una missió espacial de la NASA prevista per a l'exploració de Plutó i el seu satèl·lit Caront i d'alguns cossos del Cinturó de Kuiper, amb l'arribada prevista el 2012. Fou cancel·lada per motius pressupostaris i substituïda per la missió New Horizons.